# Amherst (Maine)
Amherst è un comune degli Stati Uniti d'America, situato nello Stato del Maine, nella contea di Hancock.